# Maricopa County
Maricopa County is een county in de Amerikaanse staat Arizona.
De county heeft een landoppervlakte van 23.836 km² en telt zo'n 3 miljoen inwoners. De hoofdstad is Phoenix.
Buiten de Verenigde Staten is Maricopa County bekend van de controversiële sheriff Joe Arpaio die zichzelf als America's toughest sheriff zag en de functie bekleedde van 1993 tot en met 2016.

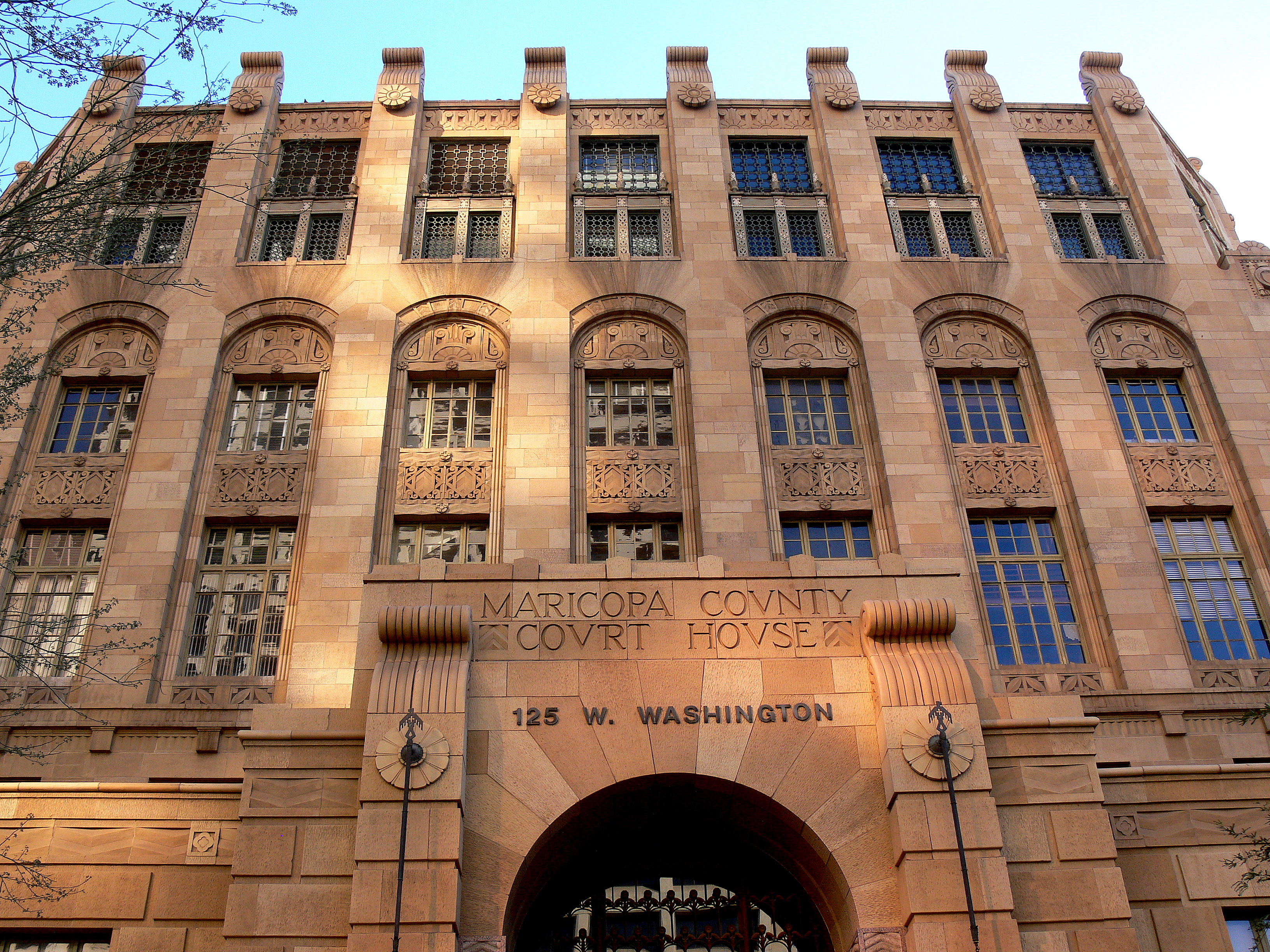
Maricopa County Courthouse